# Доронина, Ксения Сергеевна
Ксе́ния Серге́евна Доро́нина (родилась 20 октября 1990 года в Москве) — российская спортсменка, двукратная чемпионка России в женском одиночном фигурном катании (2007 и 2008).

## Карьера
Начинала кататься у тренера Людмилы Суслиной, затем у Елены Буяновой, но в 2002 году по семейным обстоятельствам переехала из Москвы в Санкт-Петербург и поступила в группу Алексея Мишина.
В 2007 году сенсационно выиграла чемпионат России, обойдя гораздо более опытную Елену Соколову и Александру Иевлеву. На чемпионате Европы 2007 года выступила неудачно, стала только 28-й. На чемпионат мира того года вместо Дорониной поехала Арина Мартынова.
После этого провала, а также резкой критики со стороны тренера, летом 2007 года перешла к Алле Пятовой.
Следующий чемпионат страны Доронина также выиграла. Затем, на чемпионате Европы 2008 года показала 9-й результат, на чемпионате мира 2008 года в Гётеборге сталав 17-й.
Сезон 2008/2009 пропустила полностью из-за серьёзной болезни.
В сезоне 2009/2010 заняла 4-е место на 2-м этапе Кубка России в Перми и только 9-е на 4-м этапе в Москве, но была, в качестве исключения, включена Федерацией фигурного катания в состав участников чемпионата России 2010, где заняла 13-е место.
Больше в соревнованиях не участвовала, стала работать вторым тренером у Аллы Пятовой.

## Спортивные достижения
| Соревнования                      | 2004—2005 | 2005—2006 | 2006—2007 | 2007—2008 | 2009—2010 |
| --------------------------------- | --------- | --------- | --------- | --------- | --------- |
| Чемпионаты мира                   |           |           |           | 17        |           |
| Чемпионаты Европы                 |           |           | 28        | 9         |           |
| Чемпионаты России                 | 7         | 13        | 1         | 1         | 13        |
| Чемпионаты России среди юниоров   |           |           | 3         |           |           |
| Coupe de Nice                     |           |           |           | 7         | 11        |
| Этапы юниорских Гран-при, Тайвань |           |           | 6         |           |           |
| Этапы юниорских Гран-при, Япония  |           | 13        |           |           |           |
| Этапы юниорских Гран-при, Андорра |           | 8         |           |           |           |